# Turisme a Angola

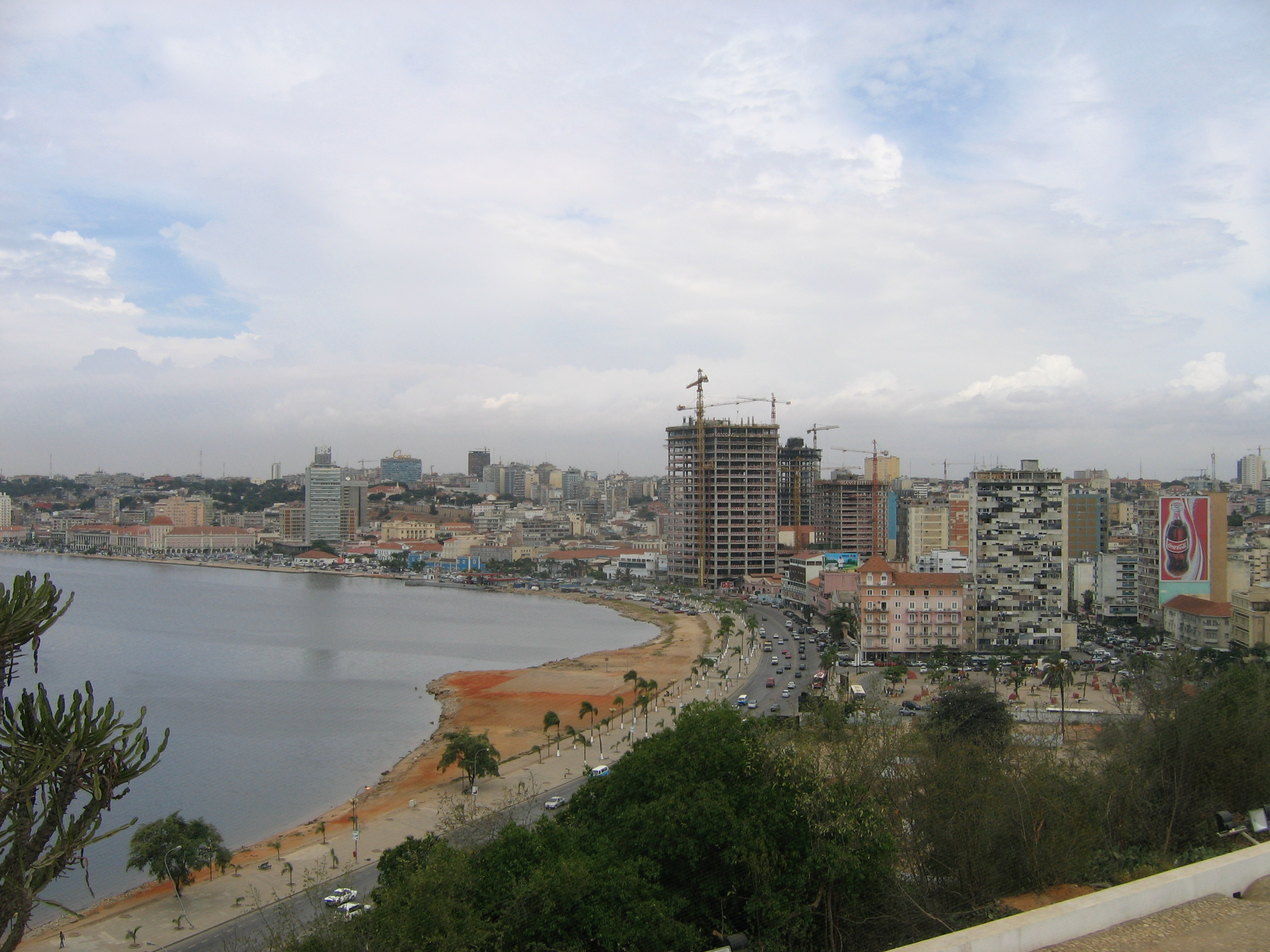
La capital d'Angola, Luanda, vista des de la Fortalesa.

La indústria del turisme a Angola es basa en la bellesa natural del país, inclosos els seus rius, cascades i la costa pintoresca. La indústria del turisme d'Angola és relativament nova, ja que gran part del país que va destruir durant la guerra civil, que acabat en 2002. A diferència de la majoria dels països de la regió, que donen als ciutadans dels Estats Units, la Unió Europea, i altres països un visat a l'arribada o no requereixen visat a tots, Angola té un sistema de requisits de visat complicat i onerós a l'estil soviètic (carta d'invitació oficial, documents pel que fa a la finalitat del viatge, còpia de l'itinerari de viatge, prova de fons, etc., tots els quals són enviats de tornada a Luanda per a la seva aprovació). Aquesta actitud antiquada al turisme col·loca el país en desavantatge en un mercat competitiu per al turisme internacional.

## Atraccions per visitar

### Parc Nacional de Cameia
El Parc Nacional de Cameia és una atracció turística a Angola. És un parc nacional a la província de Moxico, situat a uns 1100 metres sobre el nivell del mar. Comparteix el seu nom amb el municipi proper de Cameia. La carretera Cameia-Luacano forma el límit nord del parc amb el riu Chifumage formant la part sud de la frontera oriental i els rius Lumege i Luena la frontera sud-oest. La major part del parc consisteix en planures inundades estacionalment que formen part de la conca del riu Zambezi, amb la meitat nord del parc drenant-se al riu Chifumage. També hi ha extensos boscos de miombo, semblants als de la conca de Zambezi, a l'oest de Zàmbia. El parc és una mostra de la natura que no es troba a cap altre lloc d'Angola. Dos llacs, el llac Cameia i llac Dilolo (el gran llac més gran d'Angola) es troben fora dels límits del parc i tots dos tenen extenses jonqueres i pantans coberts d'herba què són riques en aus aquàtiques.

### Parc Nacional de Cangandala
El Parc Nacional de Cangandala és una altra atracció turística d'Angola. És el parc nacional més petit del país i està situat a la província de Malanje. Està situat entre el riu Cuije i dos territoris sense nom del riu Cuanza, amb les viles de Culamagia i Techongolola a les vores del parc. El parc va ser creat en 1963, mentre que encara a Angola era colònia portuguesa.

### Parc Nacional de Iona
El Parc Nacional de Iona està situat a la província de Namibe i és una altra popular destinació turística. Es troba a 200 km de la ciutat de Namibe i té 15.200 kilòmetres quadrats, el més gran del país. Abans de la Guerra Civil angolesa, Iona era un "paradís animal, ric en caça major". Tanmateix, com a la majoria dels parcs nacionals d'Angola, la caça furtiva il·legal i la destrucció d'infraestructures han causat danys considerables al parc. El parc també e´s conegut per flora i les formacions rocoses increïbles.

### Parc Nacional de Mupa
Parc Nacional de Mupa és al sud-oest de la província de Cunene i va ser proclamat al Parc Nacional el 26 de desembre de 1964 quan el país encara era una colònia portuguesa. El parc és significatiu per la seva gran avifauna (encara que generalment no estudiada). Molts angolesos viuen dins del parc, que, juntament amb els pastors nòmades i la prospecció de minerals, amenaça amb destruir l'avifauna del parc. Segons un article, "Tot i que el parc va ser inicialment anunciat per protegir la subespècie girafa Giraffa camelopardalis angolensis, el 1974 no n'hi havia cap a causa de la morfologia de la girafa blanca és particularment vulnerables a les mines terrestres, abundants després de la guerra civil, més que a les altres espècies de girafa. Altres mamífers al parc són el lleó, el lleopard, gos salvatge africà i la hiena tacada".

### Costa
La frontera angolesa amb l'Oceà Atlàntic té 1,650 km de línia costanera.

## Estadística de vitants

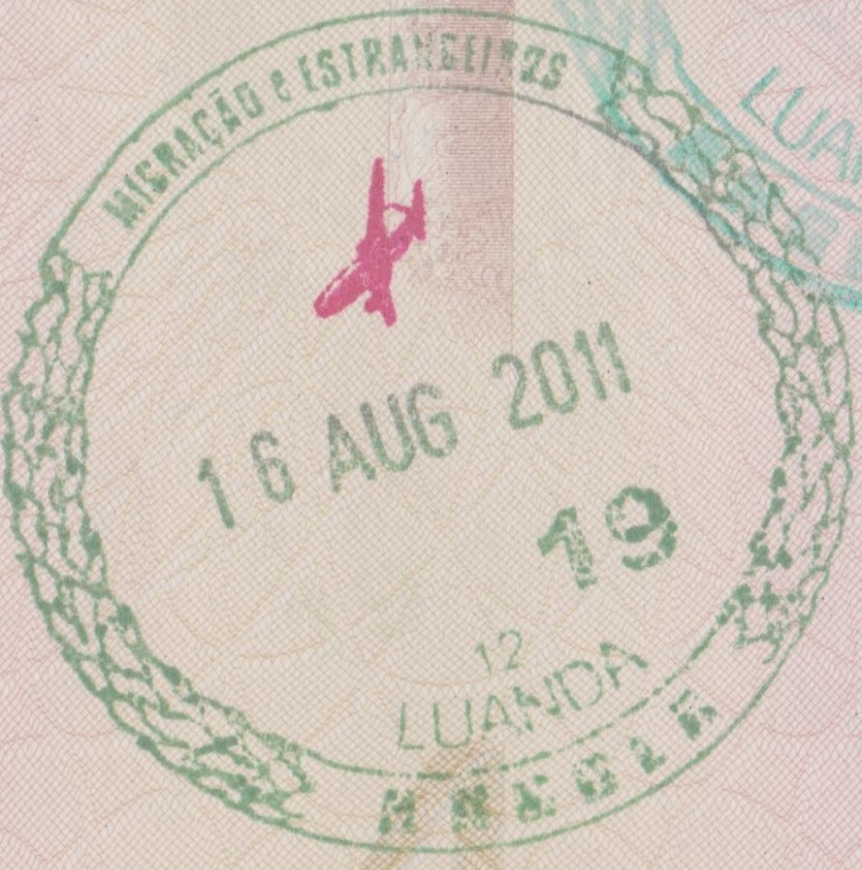
Segell de visat a Angola

La majoria de visitants arribats a Angola per turisme són dels següents països:
| País/Territori  | 2015    | 2014    |
| --------------- | ------- | ------- |
| Portugal        | 82,629  | 219,258 |
| Sud-àfrica      | 49,424  | 56,852  |
| R.P. de la Xina | 76,016  | 49,965  |
| Brasil          | 70,184  | 44,001  |
| Namíbia         | 61,505  | 25,079  |
| França          | 20,097  | 18,806  |
| Regne Unit      | 14,267  | 18,363  |
| R.D. del Congo  | 13,824  | 692     |
| Rep. del Congo  | 11,432  | 613     |
| Índia           | 9,170   | 6,464   |
| Itàlia          | 9,150   | 17,274  |
| Total           | 592,495 | 594,998 |